# 城守茂美
城守 茂美（じょうもり しげみ）は、日本の外交官。ミラノ総領事、スロベニア駐箚特命全権大使などを歴任した。

## 人物
外務省国際協力局政策課民間援助連携室長、儀典調整官、在ミラノ総領事を経て、スロベニア大使。

## 経歴
- 1968年（昭和43年）　神奈川県立希望ヶ丘高等学校卒業[2]。
- 1970年（昭和45年）　外務省入省[1]。
- 1980年（昭和55年）　ミラノ総領事館領事[3]。
- 1982年（昭和57年）　在イタリア大使館（イタリア語版）一等書記官[3]。
- 1994年 (平成6年)　　在ロサンゼルス総領事館領事
- 1997年 (平成9年）　 在ルーマニア大使館参事官
- 2002年 (平成14年）　在ユーゴスラビア大使館公使参事官
- 2005年 (平成17年)   経済協力局民間援助室長
- 2006年 (平成18年)   官房儀典調整官、兼宮内庁式部官
- 2009年（平成21年）　在ミラノ総領事[1]。
- 2013年（平成25年）　駐スロベニア大使[1]。

## 同期入省
- 西田恒夫（10年国連大使・07年駐カナダ大使・05年外務審議官（政務担当））
- 安藤裕康（11年国際交流基金理事長・08年駐伊大使）
- 原聰（08年関西担当大使・05年駐ポルトガル大使・01年駐ブルネイ大使）
- 上野景文（杏林大学客員教授・06年駐バチカン大使・01年駐グアテマラ大使）
- 大木正充（07年駐アゼルバイジャン兼グルジア大使・04年駐クウェート大使・駐イエメン大使）
- 小溝泰義（13年広島平和文化センター理事長・10年駐クウェート大使）
- 夏井重雄（08年駐カザフスタン大使）
- 河東哲夫（02年駐ウズベキスタン大使）
- 駒野欽一（10年駐イラン大使・06年駐エチオピア兼ジブチ大使・02年駐アフガニスタン大使）
- 石榑利光（11年駐スロベニア大使）
- 柴崎二郎（10年駐ニカラグア大使）